# 库尔特·贝克
库尔特·贝克（英語：Kurt Baker，1988年10月7日—），新西兰男子橄榄球运动员。他曾代表新西兰七人制国家队参加2020年夏季奥林匹克运动会七人制橄榄球比赛，获得一枚银牌。